# Ghoti Budruk
Ghoti Budruk (o Ghoti Budrukh, o solo Ghoti) è una suddivisione dell'India, classificata come census town, di 20.204 abitanti, situata nel distretto di Nashik, nello stato federato del Maharashtra. In base al numero di abitanti la città rientra nella classe III (da 20.000 a 49.999 persone).

## Geografia fisica
La città è situata a 19° 43' 0 N e 73° 37' 60 E e ha un'altitudine di 579 m s.l.m..

## Società

### Evoluzione demografica
Al censimento del 2001 la popolazione di Ghoti Budruk assommava a 20.204 persone, delle quali 10.414 maschi e 9.790 femmine. I bambini di età inferiore o uguale ai sei anni assommavano a 3.200, dei quali 1.674 maschi e 1.526 femmine. Infine, coloro che erano in grado di saper almeno leggere e scrivere erano 14.113, dei quali 8.052 maschi e 6.061 femmine.